# Ondřej Mohout
Ondřej Mohout es un deportista checoslovaco que compitió en piragüismo en la modalidad de eslalon. Ganó dos medallas en el Campeonato Mundial de Piragüismo en Eslalon, oro en 1985 y plata en 1987.

## Palmarés internacional
| Campeonato Mundial | Campeonato Mundial            | Campeonato Mundial | Campeonato Mundial |
| Año                | Lugar                         | Medalla            | Competición        |
| ------------------ | ----------------------------- | ------------------ | ------------------ |
| 1985               | Augsburgo (RFA)               | Medalla de oro     | C2 por equipos     |
| 1987               | Bourg-Saint-Maurice (Francia) | Medalla de plata   | C2 por equipos     |